# Джустиниано Партечипацио
Джустиниано Партечипацио (Giustiniano Partecipazio; Participazio), в източниците от онова време наричан Юстиниано (Iustinianus), (неизв. - † 829 г.) е политик на Византийската империя през 9 век и единадесети дож на Венецианската република. Той управлява от 827 до 829 г.
Джустиниано е син на предишния дож Анджело Партечипацио. Фамилията Партечипацио, с която те са известни в историографията днес, е използвана за първи път много по-късно - чак за един от техните потомци дожа Орсо II Партечипацио през X век и впоследствие е приписана на цялата родова линия, но в действителност не е изяснено какво е било родовото име на Джустиниано и неговия баща Анджело.
По време на управлението на баща си Джустиниано е изпратен в Константинопол със задача да заздрави отношенията на Венеция с Византия и в знак на приятелство от страна на василевса Лъв V Арменец получава титлата ипат и реликви на Свети Захарий, както и достатъчна сума, за да построи в негова чест църква и манастир.
При завръщането си във Венеция Джустиниано установява, че баща му в негово отсъствие е удостоил по-малкия му брат Джовани с титлата съ-дож. Недоволен от това решение той се изнася от фамилния дворец и се премества заедно със съпругата си временно в църквата Сан Северо. Огорчен от това решение на Джустиниано и за да не развали отношенията си с Византия, баща му отнема поста съ-дож на Джовани и го предава на Джустиниано, отделно по искане на първородния си син изпраща Джовани на заточение в Задар. Джовани на свой ред успява да избяга от Задар и заминава за Бергамо, където се среща с франкския император Лудвиг Благочестиви, от когото търси подкрепа. Не желаейки в този момент да влошава отношенията си с Константинопол обаче, Лудвиг отказва помощта си и по искане на венецианските посланици връща Джовани във Венеция, откъдето той е изпратен като заложник в Константинопол.
По време на управлението на Джустиниано започва строежът на базиликата Свети Марко като гробна църква на апостола Марко.
Малко преди смъртта си Джустиниано прави брат си Джовани (който по това време все още се намира като заложник в Константинопол) съ-дож, за да може да обезпечи преминаването на властта в неговите ръце. Също така оставя завещание, с което задължава съпругата си и дъщеря си да довършат църквата Сан Марко. Скоро след това Джустиниано умира през 829 г.

## Семейство
Джустиниано Партечипацио е женен за Феличита и от нея има син Ангело, който умира млад в Константинопол, където е изпратен с мисия, и дъщеря.